# نفيسة الدكالي
نفيسة الدكالي (مواليد 15 أكتوبر 1955) ممثلة مغربية. شاركت في عدة أفلام ومسلسلات مغربية.

## مشوارها الفني
كانت بدايتها مع عالم الغناء رفقة الراحل عبد القادر الراشدي، الذي اكتشف موهبتها الغنائية، لكنها سرعان ما تخلت عن الغناء، لتلج عالم المسرح مع الطيب الصديقي. من أعمالها مسلسل وجع التراب وفيلم السمفونية المغربية.

## روابط خارجية
- نفيسة الدكالي على موقع IMDb (الإنجليزية)
- نفيسة الدكالي على موقع روتن توميتوز (الإنجليزية)
- نفيسة الدكالي على موقع قاعدة بيانات الأفلام العربية
- نفيسة الدكالي على موقع قاعدة بيانات الفيلم (الإنجليزية)